# Straßenbahn Oslo
Die Straßenbahn von Oslo ist neben der U-Bahn (Oslo T-bane) das wichtigste öffentliche Personennahverkehrsmittel in der norwegischen Hauptstadt Oslo. Die sechs Linien mit 99 Haltestellen werden von der Oslotrikken AS, einer Tochtergesellschaft des kommunalen Betriebes Kollektivtransportproduksjon AS, auf einem normalspurigen Liniennetz betrieben. Täglich werden etwa 140 000 Fahrgäste befördert (Stand 2020). Umgangssprachlich wird die Straßenbahn Trikken genannt, gekürzt aus Elektrikken, deutsch: Elektrische.

## Geschichte
Am 6. Oktober 1875 eröffnete die Gesellschaft Kristiania Sporveisselskab eine Pferdestraßenbahn. Im Verlauf der folgenden Jahre wurden vier Strecken gebaut, die alle bei Stortorvet (Marktplatz) starteten. Die Endstationen waren Homansbyen (im Nordwesten), Munkedamsveien, Oslo (heute heißt diese Gegend Gamle Byen) sowie das Arbeiterviertel Grünerløkka.
Im März 1894 wurde eine elektrische Straßenbahn zwischen dem Bahnhofsplatz über die Tollbugata, Stortingsgata, Drammensveien, dann durch den Stadtteil Briskeby bis nach Majorstuen gebaut. Heute wird diese Strecke von der Linie 19 befahren. In Majorstuen befanden sich die Verwaltung der Kristiania elektriske Sporvei sowie das Depot. Da die Wagen dieser Gesellschaft einen blauen Anstrich hatten, wurde sie Blåtrikken (blaue Straßenbahn) genannt.
1900 wurde die Pferdebahn elektrifiziert. Da diese Gesellschaft grüne Wagen besaß, wurde sie Grønntrikken (grüne Straßenbahn) genannt. In den folgenden Jahren wurde das Netz stark erweitert. Die blaue Straßenbahn baute eine Linie nach Skøyen sowie über Frogner nach Majorstuen. Die grüne Straßenbahn baute Linien vor allem im Osten. Die kurzlebige Gesellschaft Kristiania kommunale Sporveie wurde 1904 von den grünen Straßenbahnen übernommen. 1924 fusionierten beide Gesellschaften zur AS Oslo Sporveier.

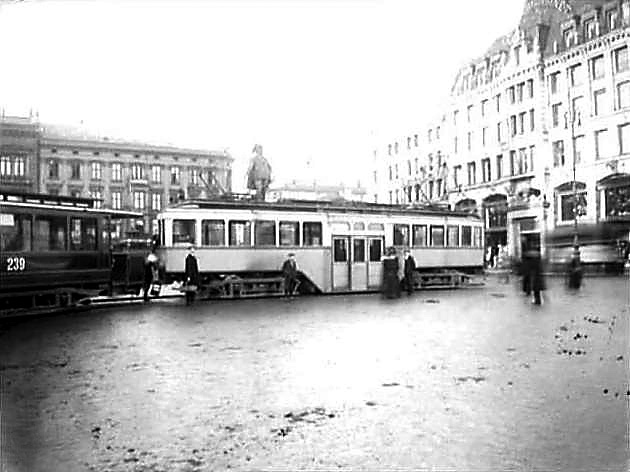
Ekebergtram 1918

Bis zur Mitte des 20. Jahrhunderts wurden mehrere Vorortlinien gebaut: Ekeberg-Bahn (1917), Lilleaker-Bahn (1919), Østenjø (1926), Kjelsås (1934) und Lambertseter (1957). Die Holmenkollenbahn konnte wegen ihrer 3,2 Meter breiten Triebwagen nicht in das Straßenbahnnetz integriert werden, sondern wurde als U-Bahn ins Zentrum geführt (Siehe auch: T-Bane).

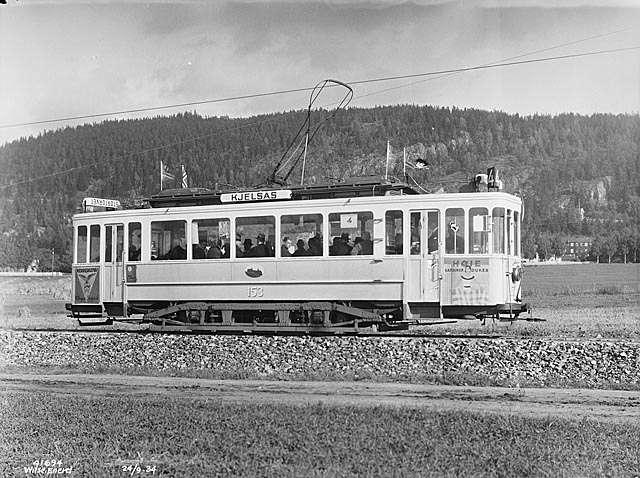
Wagen nach Kjelsås 1934

Während der deutschen Besatzung im Zweiten Weltkrieg war die Straßenbahn das einzige öffentliche Verkehrsmittel in der Stadt. Nach dem Krieg stand es für die Straßenbahn trotz hoher Fahrgastzahlen ziemlich schlecht: Wie in zahlreichen anderen Ländern wurde sie als ein Hindernis für den Individualverkehr gesehen, weshalb die Stadt 1960 beschloss, den Straßenbahnbetrieb einzustellen und durch Busse und die U-Bahn zu ersetzen. Sobald die Høka-Wagen das Ende ihrer Laufzeit erreicht hätten, wäre der Straßenbahnbetrieb vollständig eingestellt worden. Das Netz wurde in den folgenden Jahren verkleinert, um die verbliebenen Strecken mit den restlichen vorhandenen Fahrzeugen effizient bedienen zu können. Die Vorortlinien wurden zu U-Bahn-Strecken umgebaut, Strecken im Stadtzentrum durch Buslinien ersetzt.

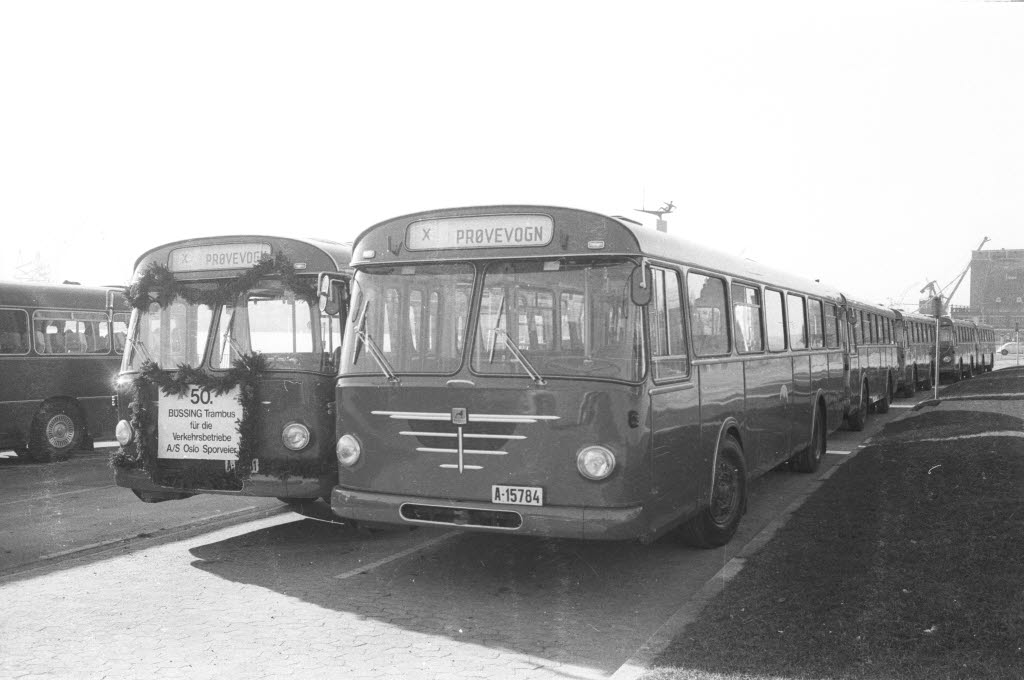
1968 wurde der 50. Bus von Büssing geliefert

1977 wurde der Stilllegungsbeschluss rückgängig gemacht, und es wurden neue Fahrzeuge bestellt. Einige Strecken blieben allerdings noch bis in die 1990er Jahre geschlossen. In den 1990er-Jahren wurden erstmals wieder zwei neue Strecken eröffnet, eine über den Hafen bei Aker Brygge nach Solli, die andere zum neuen Krankenhaus Rikshospitalet. Als im Jahr 2002 das Geld bei der Betreibergesellschaft knapp wurde, wurde allerdings erneut beschlossen, große Teile des Straßenbahnnetzes stillzulegen. Weil ein solcher Beschluss die Zustimmung der Generalversammlung erfordert hätte, kam es nicht dazu. Trotzdem war die Strecke nach Kjelsås deswegen zwischen 2002 und 2004 außer Betrieb.
Da der Unterhalt jahrzehntelang vernachlässigt worden war, mussten ab Beginn der 2000er Jahre an zahlreichen Stellen die Gleise erneuert werden. 2013 beschloss die Stadtverwaltung in Oslo das Trikkeprogrammet zur gemeinsamen Erneuerung der Straßenbahngleise und der darunter liegenden Versorgungsleitungen. Gleichzeitig sollten Werkstätten, Unterstellhallen und Waschanlagen erneuert werden und ab Ende 2020 87 neue Straßenbahnwagen gekauft werden, welche die derzeitigen ersetzen sollen. Bis 2024 soll der gesamte Bestand erneuert sein.
Derzeit (Stand November 2020) bestehen noch vier größere und eine Reihe kleinerer Bauprojekte, von denen die letzten (Storgata und Bispegata) 2021 fertiggestellt werden sollen.
Auch tauschten am südöstlichen Ast die Linien 13 und 18 die Streckenäste.

## Streckenbeschreibungen

### Innenstadt

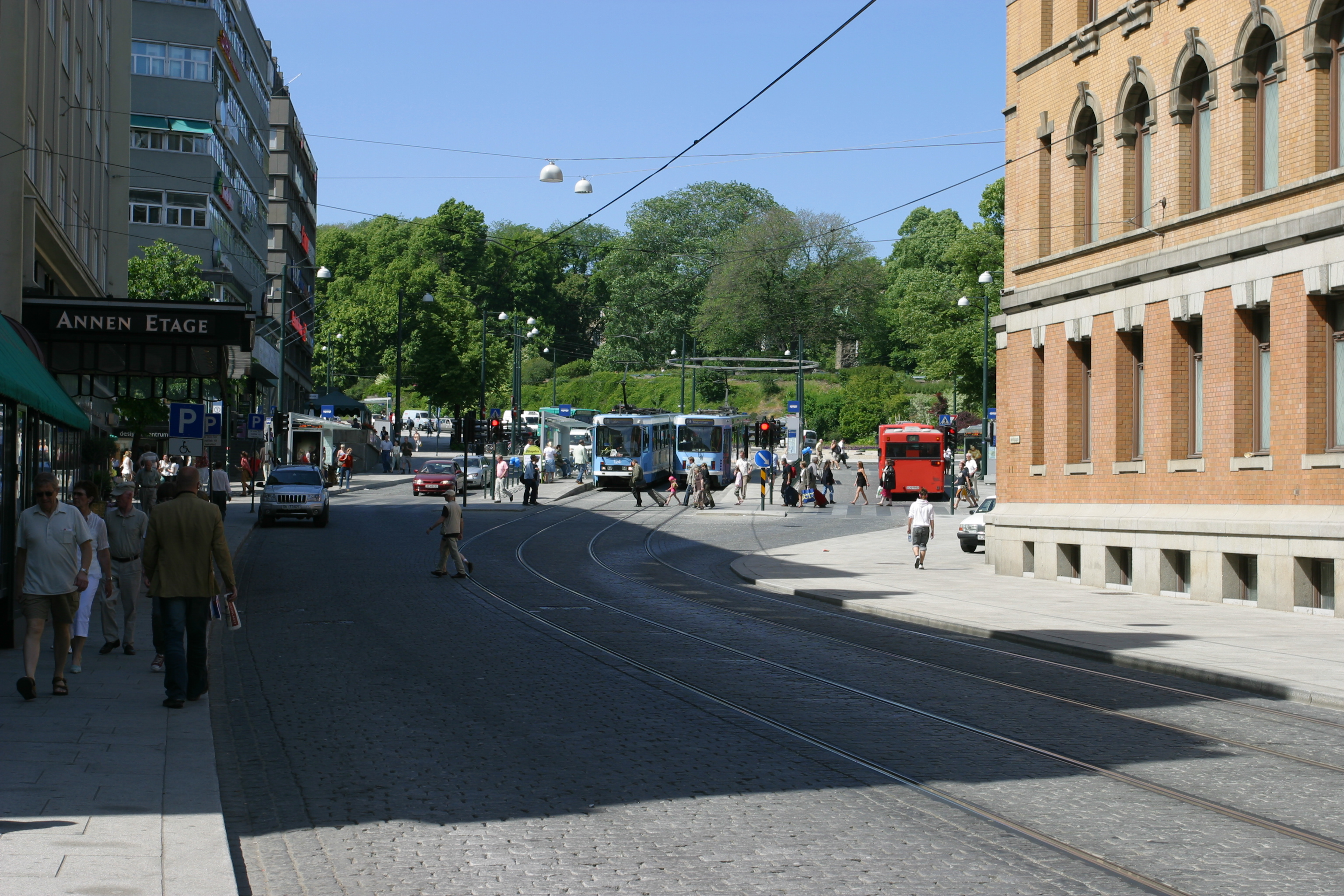
Strecke beim Nationaltheateret (2006)

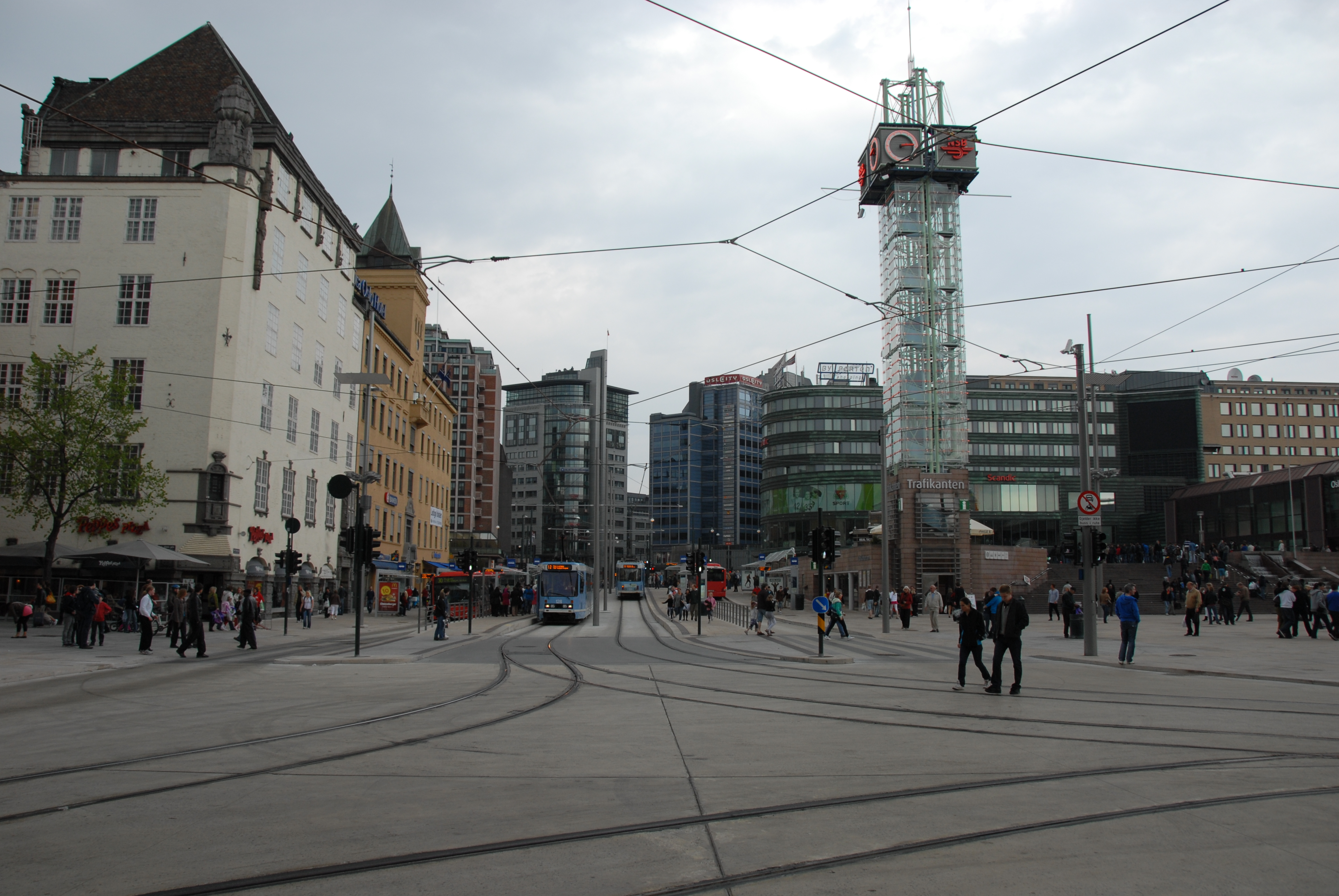
Der neue Bahnhofsplatz (2009)

Die erste Innenstadtstrecke beginnt beim Bahnhof und führt anschließend über die Prinsengate in Richtung Wesselplass. Die Fahrt in östlicher Richtung erfolgt über die Tollbugata. Von diesen Strecken zweigt eine Linie nach Stortorvet ab, die benutzt wird, falls die Strecke über den Bahnhofsplatz gesperrt ist. Nach dem Wesselplass folgt die Strecke der Stortingsgata bis zum Nationaltheatret. Dort gibt es Umsteigemöglichkeiten zur U-Bahn und zur Eisenbahn. Anschließend führt die Strecke südlich am königlichen Schloss und dessen Park vorbei. Am Solli verzweigt sich die Strecke in verschiedene Richtungen. Diese Strecke wird von den Linien 13 und 19, teilweise auch von der Linie 12 bedient.
Die zweite Innenstadtstrecke führt vom Bahnhof zum Markt (Stortorvet) und anschließend am Tinghuset vorbei. Nördlich des Schlosses verzweigt sich auch diese Strecke. Sie wird von den Linien 11, 17 und 18 bedient. Zusätzlich kann der Bahnhofplatz durch die Storgata umfahren werden.
Die Strecken in der vorderen Storgata und zwischen Stortorvet und Tollbugata bzw. Prinsengate werden nicht befahren. Letztere wurden wegen des langjährigen Umbaus (2007 bis 2009) des Bahnhofsplatzes angelegt. Während dieses Umbaus wurden auch Gleise für die zukünftige Strecke nach Bjørvika verlegt.

### Aker Brygge / Vika

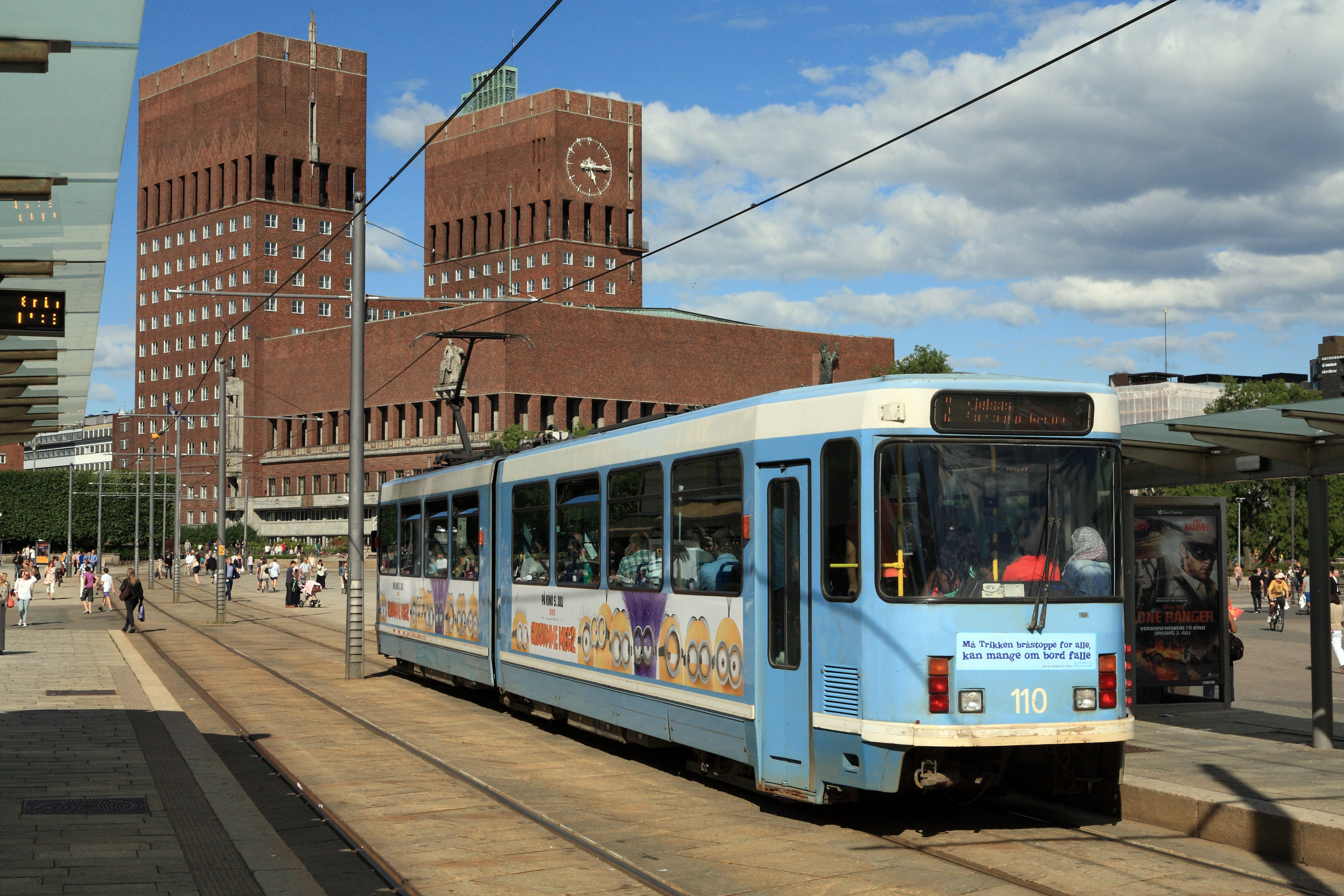
Strecke beim Rathausplatz (2013)

Die ursprüngliche Vika-Strecke führte zum alten Westbahnhof. Diese wurde 1961 geschlossen, ein Jahr nachdem der Beschluss zur Stilllegung der Straßenbahn gefasst wurde. In den 1980er Jahren wurde das Gebiet beim heutigen Aker Brygge zu Wohnungen und Büros umgebaut. Um diese besser zu erschließen, wurde beschlossen, eine neue Straßenbahnstrecke zu bauen, die erste seit 1939. Zur selben Zeit wurde auch die Autobahn in den Festningtunnel verlegt und der Rathausplatz wurde verkehrsfrei. Der Bau wurde 1994 begonnen, die Linie wurde im August 1995 eröffnet. Die Kosten beliefen sich auf 53 Millionen NOK (ca. 6,6 Millionen €). Von Anfang an waren die Fahrgastzahlen höher als erwartet.
Von der Innenstadtstrecke zweigt die Strecke kurz vor dem Wesselplass in die Akersgata ab. Der Radius an dieser Stelle ist so eng, dass die Strecke eingleisig geführt werden muss. Nach der Akersgata führt sie hinunter zum Rathausplatz. Die Strecke kreuzt hier eine belebte Fußgängerzone. Anschließend fährt man zwischen dem Nobel-Friedensmuseum und dem Aker-Brygge-Viertel. Die Strecke erreicht dann kurz vor dem Solli wieder die Innenstadtstrecke. Die Aker-Brygge-Strecke wird von der Linie 12 bedient.

### Briskeby
Diese Strecke beginnt kurz vor dem Solli und zweigt in die Inkognitogata ab. Sie führt dann in Richtung Norden durch den Stadtteil Briskeby. In der Bogstadveien mündet sie in der Homansbyen-Strecke. Auf dieser Strecke gibt es mit 16 m den kleinsten Bogenradius im ganzen Netz. Aus diesem Grund kann sie nur mit den Gelenktriebwagen SL-79 befahren werden. Diese Strecke wird von der Linie 19 bedient.

### Frogner
Am Kreisel am Solli biegt die Strecke in die Frognerveien und folgt dieser bis zum Frognerplass. Eine Besonderheit des Kreisels ist, dass sich in der Mitte ein Brunnen befindet, durch den die Straßenbahngleise führen. Nähert sich ein Zug diesem Brunnen, werden die Wasserstrahlen heruntergeregelt.
Beim Frognerplass biegt die Strecke in die Kirkeveien. Die Gleise befinden sich nun auf einem begrünten Abschnitt zwischen den zwei Fahrspuren. Hier kommt es zu einem Gleiswechsel. Bei Majorstuen vereinigt sich die Strecke mit der Homansbyen-Strecke. Es gibt dort keine Wendeschleife in diese Richtung, so dass die Züge hier die Liniennummer wechseln. Diese Strecke wird von der Linie 12 bedient.

### Homansbyen
Nördlich des Schlosses befinden sich die Gleise für die beiden Richtungen in unterschiedlichen Straßen. Hier zweigt auch die Ullevål-Strecke ab. Danach fahren die Züge in den Hedgehaugveien und Bogstadveien Richtung Majorstuen. Die Briskeby-Strecke mündet hier. Bei Majorstuen gibt es eine Wendeschleife, so dass ein Wagen in der gleichen Richtung zurückfahren kann. Da der Gleisabstand an gewissen Stellen enger ist als auf dem übrigen Netz, bestehen an einigen Stellen Begegnungsverbote für SL-95-Wagen. In der Praxis spielt dies keine Rolle, da dieser Typ im Liniendienst dort nicht eingesetzt wird. Diese Strecke wird von der Linie 11 bedient.

### Skøyen- und Lilleakerbanen

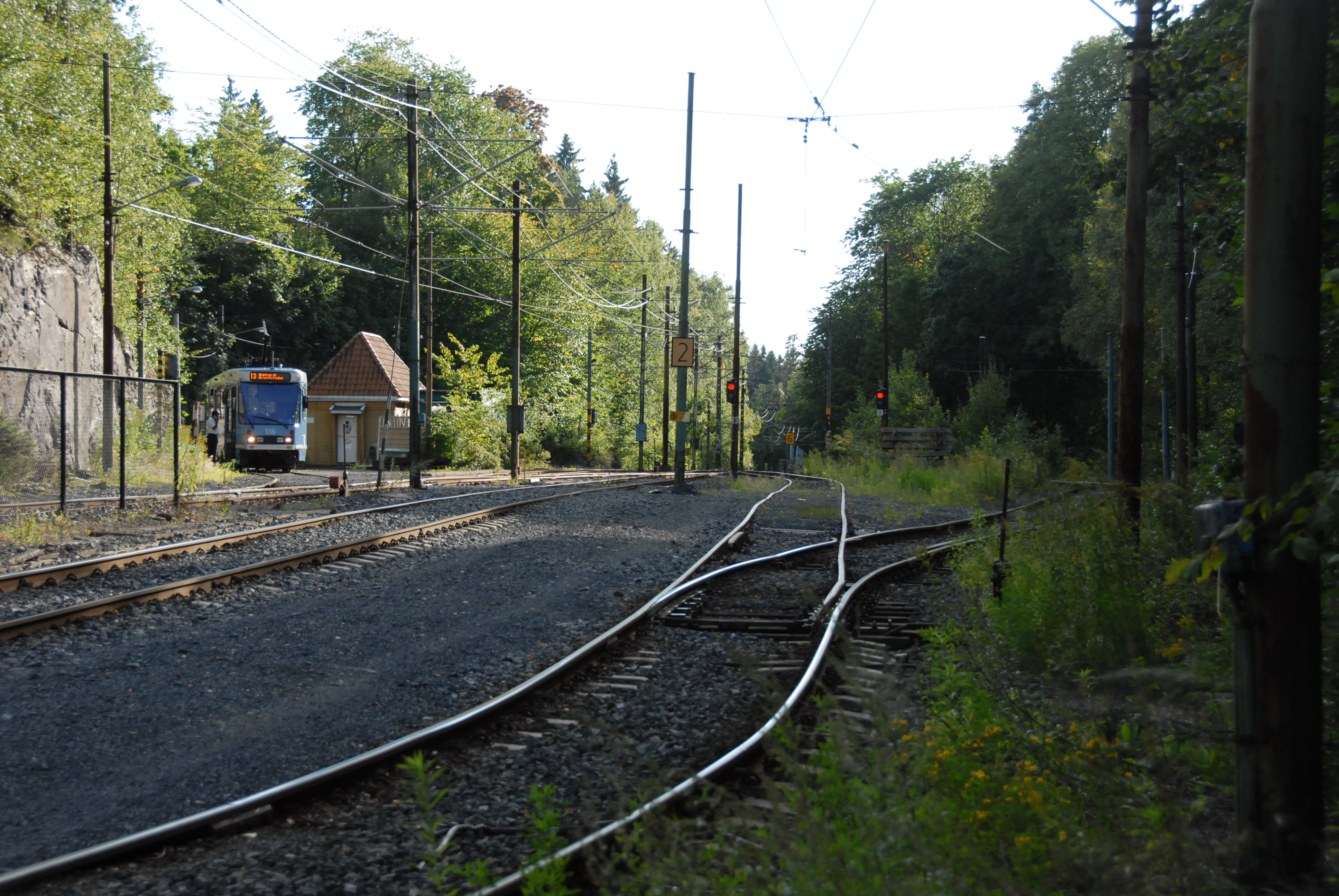
Wendeschleife im Bahnhof Jar, abgebaut (2008)

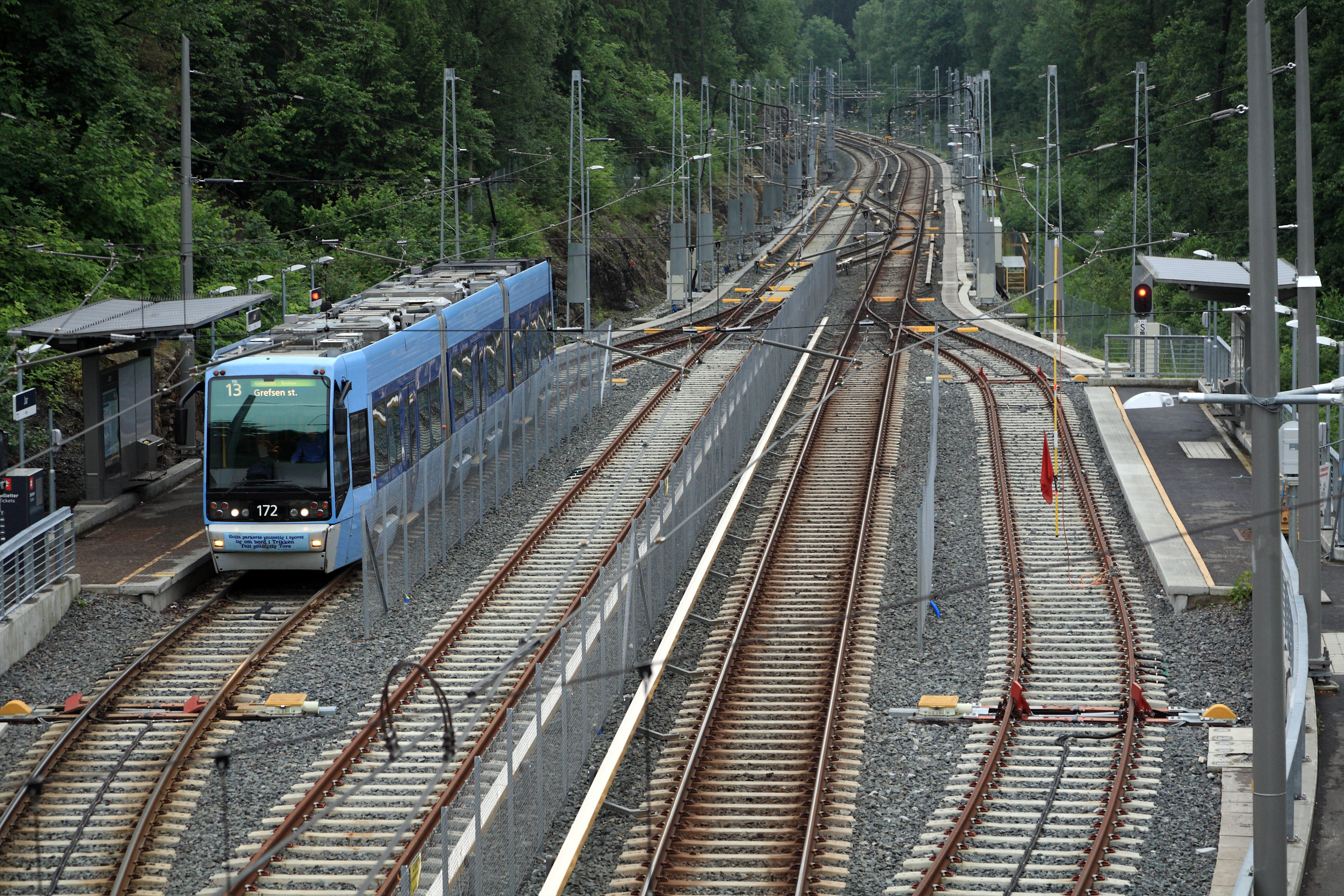
Bahnhof Jar, Straßenbahnbahnsteige (2013)

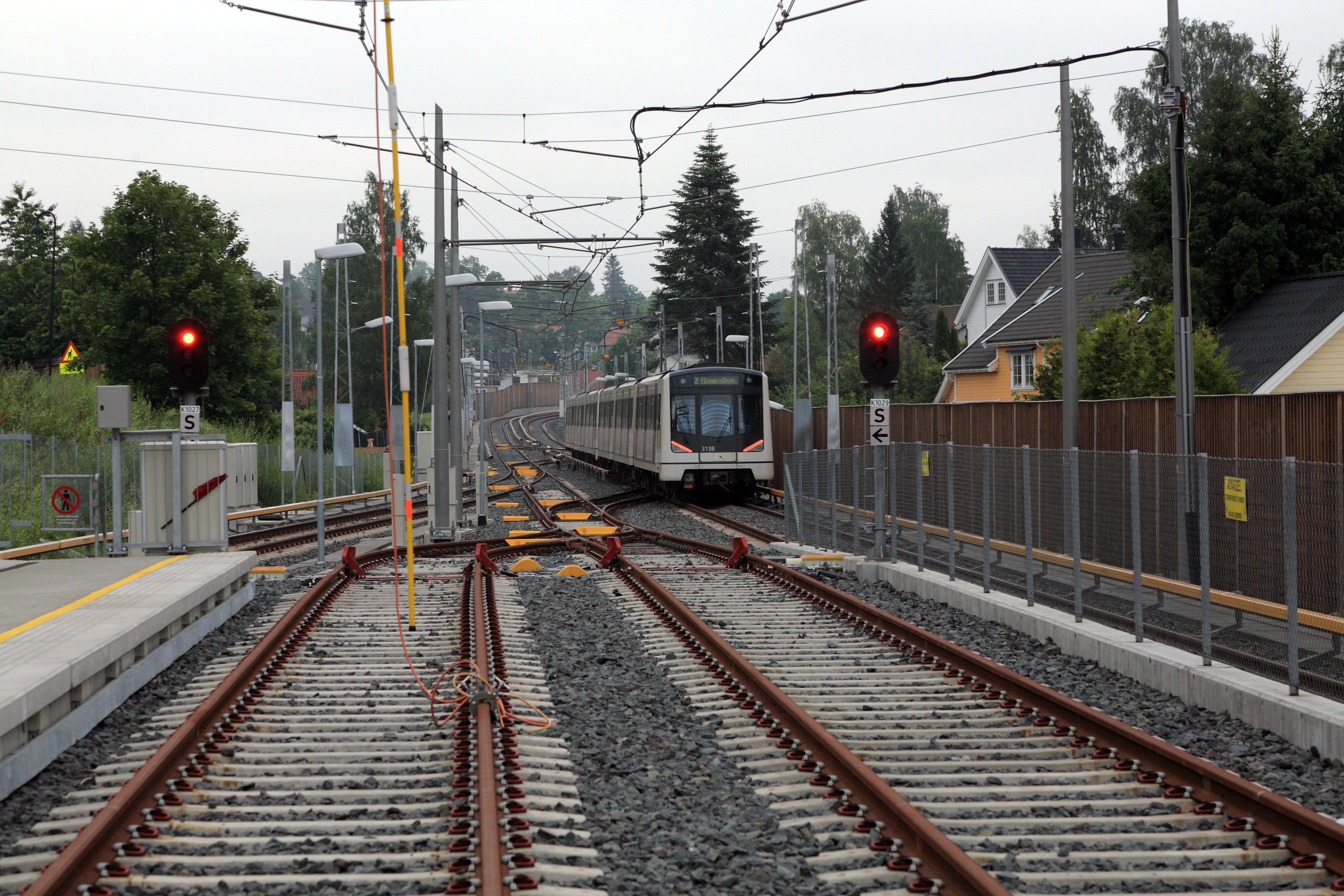
Bahnhof Bekkestua, Straßenbahngleise (2013)

Vom Solli führt diese Strecke weiter in westlicher Richtung in den Drammensveien. Bei Thune verlässt die Strecke dann den Straßenraum und erhält jetzt einen zunächst als Rasengleis ausgeführten unabhängigen Bahnkörper. Hier beginnt die Lilleakerbahn. Die Strecke gleicht mehr einer Kleinbahn- als einer Straßenbahnstrecke, allerdings ist sie weiterhin durchgehend zweigleisig. Hinter dem Halt Skøyen folgt eine Wendeschleife, die weiterführende Strecke ist fortan in einem Schotterbett verlegt. Bei Lilleaker ist ebenfalls eine Wendeschleife angelegt, welche die von hier aus weiterführende Strecke aufgrund beengter Platzverhältnisse durchquert.
Kurz vor Jar mündet die Kolsåsbane in die Strecke. Diese Einmündung wurde beim Umbau der Kolsåsbane für den Mischbetrieb von Straßenbahn mit U-Bahn mit einem Überwerfungsbauwerk kreuzungsfrei ausgebaut. Ab hier verfügt die Strecke über Fahrleitung und Stromschiene. Zudem wird das Zugsicherungssystem der U-Bahn genutzt. Im Bahnhof Jar, kurz hinter der Grenze zwischen Oslo und der Nachbargemeinde Bærum, existierte bis 2009 eine Wendeschleife für die Straßenbahnzüge. Mit der Einführung des Mischbetriebes wurden neue Bahnsteige für die Straßenbahn angelegt, diese liegen hinter der U-Bahnstation an Randgleisen, damit sind Überholungen durch U-Bahn-Züge möglich, außerdem können Straßenbahnzüge hier wenden.
Hinter Jar verläuft die Strecke weiter im Mischbetrieb, wobei die Straßenbahnen wegen der unterschiedlichen Einstiegsverhältnisse nicht mehr in Ringstabekk halten. Gemeinsam mit der U-Bahn wird noch bis Bekkestua gefahren, wo die Straßenbahn heute an eigenen Bahnsteigen endet. Die Tram führte ursprünglich noch weiter bis Kolsås, wo hinter der heute neu errichteten Endstation der U-Bahn noch die Reste der Straßenbahnwendeschleife auf dem Grundstück südlich des Kolsås Senter erkennbar sind.
2007 bis 2009 wurde die Strecke zwischen Thune und Jar vollständig erneuert, so dass die Streckenhöchstgeschwindigkeit um 20 Prozent heraufgesetzt werden konnte. Die Fahrzeit sank dadurch auf unter acht Minuten. Ab Februar 2009 wurde die Strecke von Jar nach Bekkestua auf Stromschienenbetrieb umgebaut. Damit war diese auch für den Straßenbahnverkehr für rund zwei Jahre geschlossen. Um die Lilleakerbahn mit allen Wagen befahren zu können, wurde die Wendeschleife bei Lilleaker gebaut. Im Dezember 2010 wurde die Strecke bis Jar wiedereröffnet. Nur jeder zweite Kurs wurde bis Jar geführt, die anderen wendeten bei Lilleaker, da die Wendeschleife bei Jar nicht wieder eingerichtet wurde. Auf der Strecke bis Bekkestua, die mit der U-Bahn im Gemeinschaftsbetrieb befahren wird, bestehen seit dem Umbau Stromschiene und Fahrleitung, jetzt allerdings nur als Einfachfahrleitung ausgeführt, nebeneinander. Sie enden an besonderen Bahnsteigen im Bahnhof Bekkestua. Um diese Strecke befahren zu können, mussten die SL-95-Fahrzeuge mit der U-Bahn-Zugbeeinflussung ATP nachgerüstet werden. Sämtliche Weichen im Mischbetriebsabschnitt erhielten bewegliche Herzstückspitzen und damit nicht unterbrochene Fahrkanten. Diese Strecke wird von der Linie 13 bedient. Wegen der unterschiedlichen Radreifenmaße dürfen die zweiachsigen Museumsfahrzeuge die Strecke ab Skøyen nicht befahren. Hinter Bekkestua ist wegen der fehlenden Fahrleitung kein Betrieb mit Straßenbahnfahrzeugen mehr möglich.

### Ullevål-Gaustad

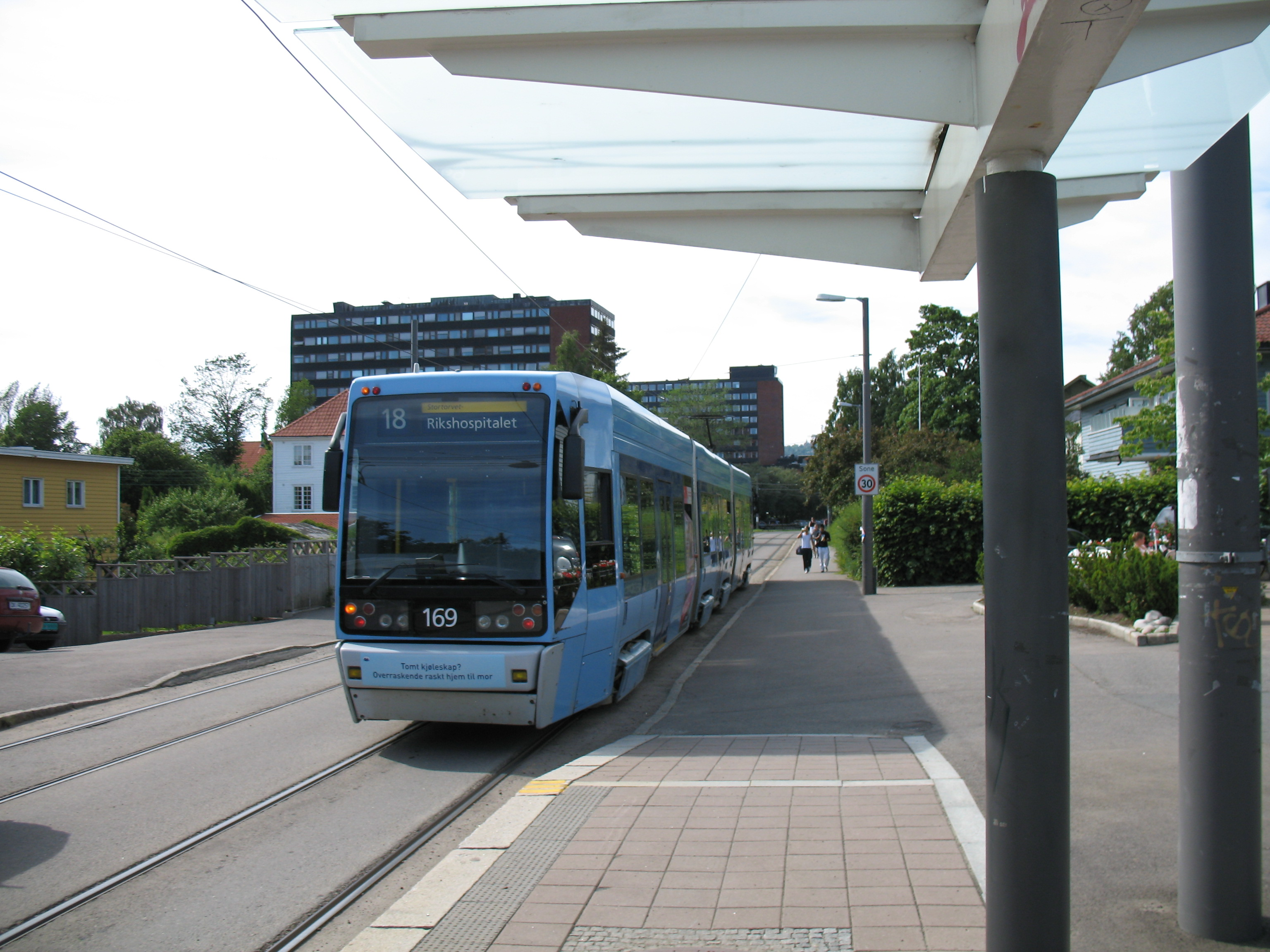
SL-95 beim John Colletts Plass (2006)

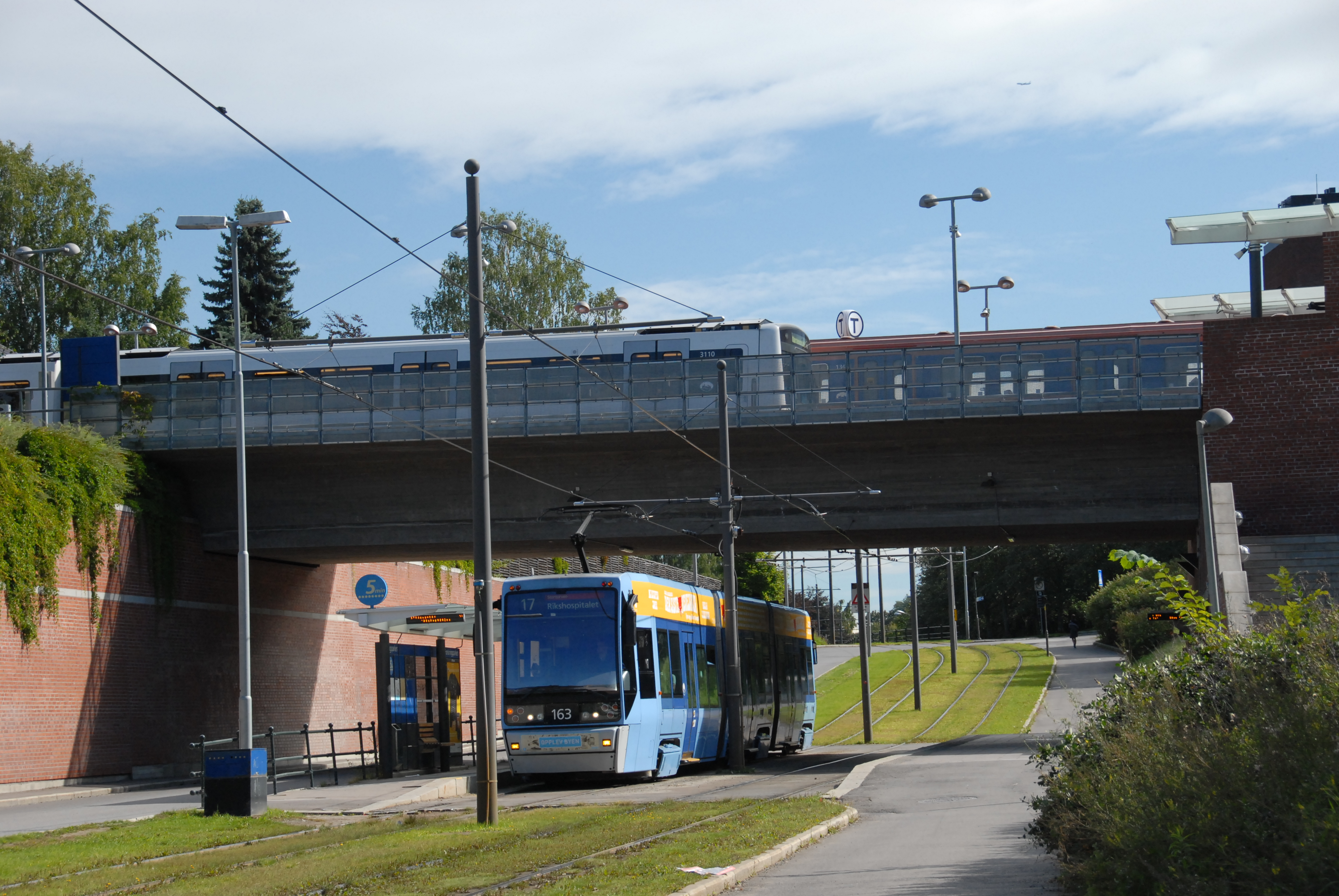
Umsteige-Haltestelle Forskningsparken (2008)

Die Strecke zweigt nördlich des Schlosses von der Innenstadtstrecke Richtung Norden ab. Es folgt ein Stück innerhalb Theresegate. Nachdem die Strecke in den Sognveien eingemündet ist, verfügt diese über einen besonderen Bahnkörper mit Rasengleis. Zwischen den Gleisen wurden Pappeln gepflanzt. Dieser Teil gilt als eine der schönsten Stadtstrecken im Netz. Bis 1999 endet die Strecke beim Jon Colletts Plass, wo sich heute noch eine Wendeschleife befindet. Ab dort wurde die Strecke bis zum neuen Zentralkrankenhaus Rikshospitalet verlängert. Beim Forskningsparken (Forschungspark) befindet sich eine Übergangsmöglichkeit zur U-Bahn. Beim Rikshospitalet endet die Strecke in zwei Stumpfgleisen. Als während des Baus die neuen Fahrzeuge noch nicht geliefert waren, gab es eine provisorische Schlaufe und später ein Gleisdreieck bei der Haltestelle Forskningsparken. Die Strecke wird von den Linien 17 und 18 bedient.

### Grünerløkka–Torshov

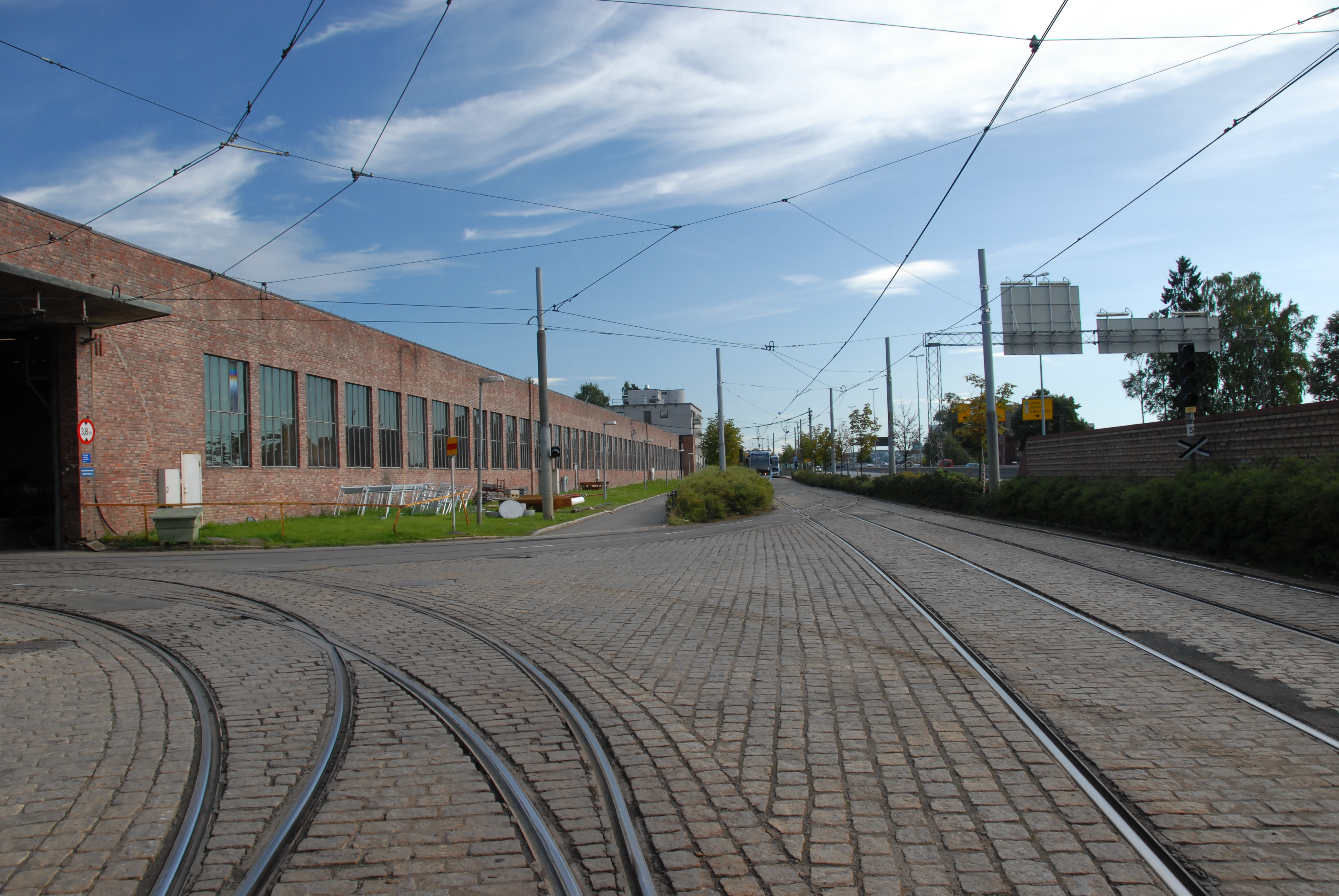
Depot und Haltestelle Grefsen (2008)

Die Strecke beginnt in der Storgata, sie führt dann über die Nybrua in die Thorvald Meyers Gate, am Olaf Ryes Plass bis nach Birkelunden. Bei diesem von Birken dominierten Park, verläuft die Strecke S-förmig. Sie geht weiter in nördliche Richtung. Bei Torshov mündete früher die Sagene-Ringbahn. Das letzte Teilstück wurde Mitte 1997 geschlossen; man sieht in einer der Seitenstraßen immer noch die Gleise. Es geht weiter in Richtung Norden durch Sandaker bis nach Storo, wo die große Ring-Autobahn überquert wird. Hier besteht die Möglichkeit zum Umsteigen auf die U-Bahn. In Richtung Norden geht es nach Kjelsås weiter. Die Strecke biegt nun in Richtung Grefsen Stasjon ab. Dort trifft sie auf die Strecke von Sinsen. Beim Bahnhof Grefsen befinden sich auch das Hauptdepot und die Betriebswerkstatt. Diese Strecke wird von den Linien 11, 12 und 13 befahren.

### Carl Berner Plass-Sinsen
Bei der Nybrua zweigt die Strecke nach Sinsen von der Grünerløkka-Strecke ab. Sie folgt dann der Trondheimsveien. Die Gleise verlaufen auf einem besonderen Bahnkörper zwischen den Richtungsfahrbahnen. Kurz vor der großen Ring-Autobahn bei Sinsen biegt die Strecke in nördlicher Richtung nach Grefsen Stasjon und Storo ab. Bei Sinsenkrysset gibt es einen Abzweig, der für eine mögliche Strecke nach Tonsenhagen gebaut wurde. Dieser kann als Gleisdreieck genutzt werden, wird im regulären Linienverkehr allerdings nicht bedient. Die Strecke wird von der Linie 17 befahren.

### Kjelsås

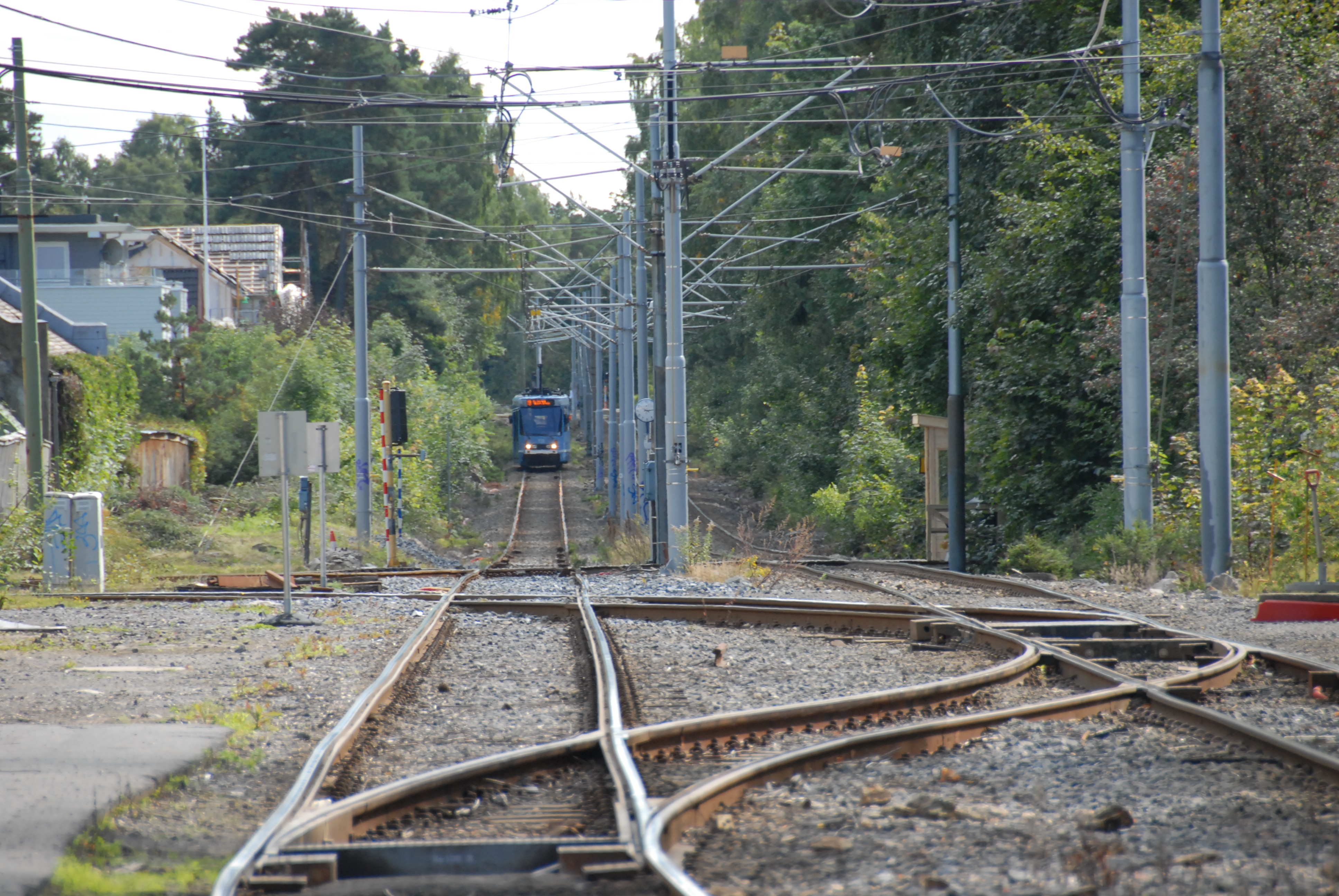
Strecke bei Holtet (2008)

Die Strecke nach Kjelsås wurde 1934 eröffnet. Als 2002 die Verwaltung kein Geld mehr hatte, wurde beschlossen, die Strecke zu schließen. Damit die Strecke auch geschlossen blieb, wurde ein Teil der Gleise überasphaltiert. Im Jahre 2004 wurde die Strecke jedoch wieder eröffnet. Sie beginnt bei Storo. Bei Disen gibt es eine Wendeschleife. Die Strecke wird in einer breiten Straße nach Kjelsås geführt. Sie wird von den Linien 11 und 12 bedient.

### Ekeberg
Diese Strecke entstand als Privatbahn. Sie beginnt beim Hauptbahnhof und führt in östlicher Richtung durch den Stadtteil Gamle Oslo. In der Schweigaardsgate führt die Verlegung der Schienen dazu, dass bei höheren Geschwindigkeiten die Wagen zu schaukeln beginnen. Anschließend folgt eine längere Überlandstrecke mit eigenem Gleiskörper entlang der Kongsveien. Danach verlässt die Strecke die Straße und führt durch Wohnviertel. Bei Holtet gibt es ein kleines Depot sowie eine Werkstatt, die auch größere Reparaturen durchführt. Durch die langen geraden Abschnitte kann mit über 70 km/h gefahren werden, also mit der höchsten Geschwindigkeit im Netz. Kurz vor Ljabru gibt es den einzigen eingleisigen Abschnitt im Netz. Der Grund ist eine schmale Brücke, um eine Straße zu überqueren. Bei Ljabru endet die Strecke in einer Wendeschleife.
Wie die Lilleakerbahn darf diese Strecke nicht von zweiachsigen Museumswagen befahren werden.

### Ehemalige Strecken
- Sagene Ring (Stortorvet–Akersgata–St. Hanshaugen–Sagene–Torshov)
- Vippetangen
- Alte Aker Brygge Strecke (Stortorvet-Westbahnhof)
- Vålerengen
- Rodeløkka
- Simensbråten (Ast von Ekebergbanen); 1931–1967
- Lamberseter und Østenjø (wurden an das U-Bahn-Netz angeschlossen)
- Kampen

### Wendeschleifen
Da die Wagen des Typs SL-79 Einrichtungsfahrzeuge sind, befinden sich an folgende Stellen Wendeschleifen:
- Stortorvet (kann von beiden Richtungen befahren werden)
- Tinghuset
- Welhavens gate (keine eigentliche Wendeschleife, aber Möglichkeit einer Rundfahrt)
- Majorstuen
- John Collets Plass
- Skøyen
- Grefsen Stasjon
- Holtet
- Bråten
- Ljabru
- Disen
- Kjelsås
- Lilleaker

Die Endstationen Rikshospitalet und Jar haben keine Wendeschleifen und können nur von Zweirichtungswagen des Typs SL-95 angefahren werden.

### Straßenbahnmuseum

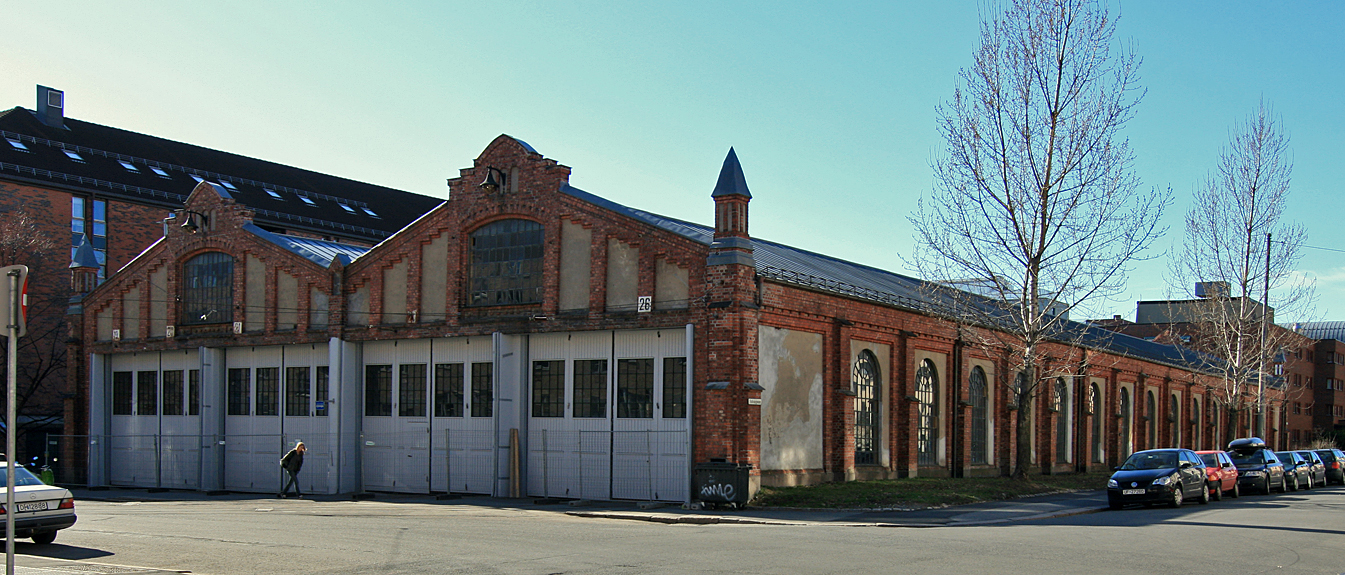
Straßenbahnmuseum bei Majorstuen (2008)

Von Majorstuen zweigt eine eingleisige Strecke zum Straßenbahnmuseum ab. Damit können Fahrzeuge einfach von und zum Museum transportiert werden. Allerdings kann das seit der der Umstellung auf 750 V nur noch selten genutzt werden, weil nur ein Wagen für den Betrieb mit dieser Spannung zugelassen ist, obwohl viele Fahrzeuge fahrtüchtig wären. Im Museum findet man neben Straßenbahnwagen U- und Vorortbahnwagen sowie historische Busse und zahlreiche Informationen zur Geschichte des öffentlichen Verkehrs in Oslo.
Das Museum wird ehrenamtlich betrieben und ist jeweils samstags, sonntags, montags und dienstags zwischen 11 und 15 Uhr geöffnet.

### Aktuelles Liniennetz
Für die Straßenbahn sind die Liniennummern 11 bis 19 reserviert (1–6 sind U-Bahn-Linien, 20–89 Stadtbuslinien, 90–99 Schiffsverbindungen und ab 100 aufwärts regionale Buslinien).
Alle Linien werden tagsüber im Zehnminutentakt, abends und sonntags im 20-Minuten-Takt befahren. Am Wochenende besteht morgens ein 30-Minuten-Takt.
| Linie | Strecke                                                                                   |
| ----- | ----------------------------------------------------------------------------------------- |
| 11    | Majorstuen–Nationaltheateret–Dronningensgate–Jernbanetorget–Torshov–Storo–Disen–Kjelsås   |
| 12    | Majorstuen–Frogner–Solli–Aker Brygge–Dronningensgate–Jernbanetorget–Torshov–Storo–Kjelsås |
| 13    | Bekkestua–Skøyen–Solli–Nationaltheateret–Dronningensgate–Holtet–Ljabru                    |
| 17    | Rikshospitalet–Ullevål–Stortorvet–Jernbanetorget T–Carl Berners Plass–Grefsen             |
| 18    | Rikshospitalet–Ullevål–Stortorvet–Jernbanetorget T–Torshov–Grefsen                        |
| 19    | Majorstuen–Ullevål–Stortorvet–Jernbanetorget–Holtet–Ljabru                                |

## Fahrzeuge
Im Zuge des Trikkeprogrammet sollen bis 2024 alle Wagen der Straßenbahn ausgetauscht werden. Die Bestellung liegt bei 4,1 Milliarden Kronen (ca. 409 Millionen Euro) und besteht aus 87 neuen Fahrzeugen mit einer Option auf 60 weitere. Hersteller der neuen Einheiten vom Typ Urbos ist der spanische Produzent CAF.

### Aktuelle Fahrzeuge

#### SL-79
| SL-79 (1982–84, 1989) |           |
| Wagenlänge            | 22 180 mm |
| Wagenbreite           | 2500 mm   |
| Wagenhöhe             | 3410 mm   |
| Leermasse             | 32,80 t   |
| Sitz- bzw. Stehplätze | 71/92     |

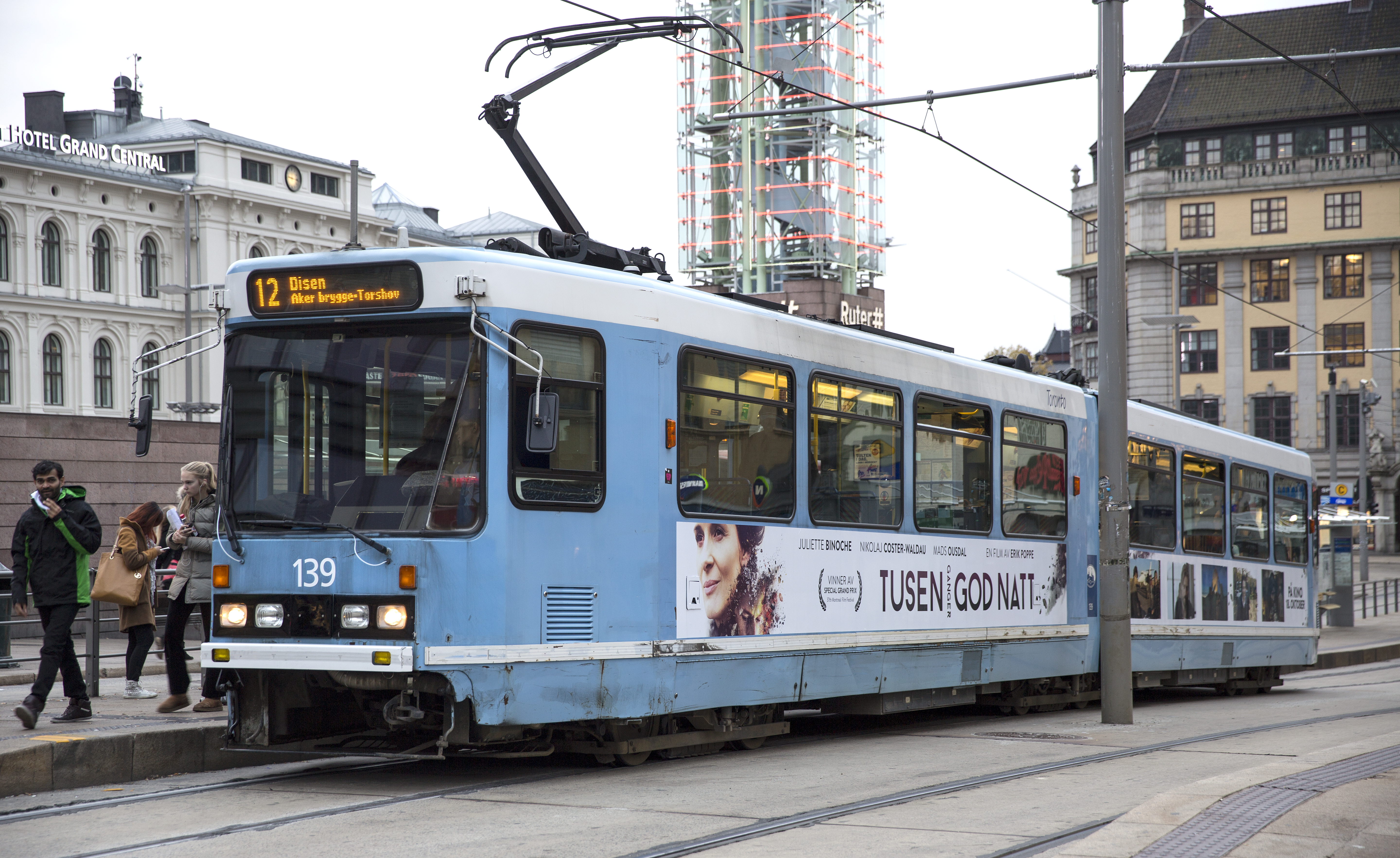
SL-79

SL steht für Sporvogn Ledd, Gelenktriebwagen, 1979 ist das Bestelljahr. Von diesem Typ sind 40 Wagen in Betrieb. Die erste Serie wurde zwischen 1982 und 1984 von Duewag geliefert, die zweite kam 1989 von ABB Strømmen. Die Wagen der ersten Serie haben am B-Ende nur eine einfache Tür sowie eine zusätzliche auf der Gegenseite, die bei den Wagen der zweiten Serie fehlt. Diese haben dafür eine doppelte Hintertür. Die Wagen sind im Liniendienst nicht miteinander kuppelbar.
Die SL-79 verkehren auf den Linien nach Majorstuen (11, 12, 19) sowie einigen Kursen der Linie 13.

#### SL-95
| SL-95 (1999–2004)     |           |
| Wagenlänge            | 33 120 mm |
| Wagenbreite           | 2600 mm   |
| Wagenhöhe             | 3620 mm   |
| Leermasse             | 64,98 t   |
| Sitz- bzw. Stehplätze | 88/124    |

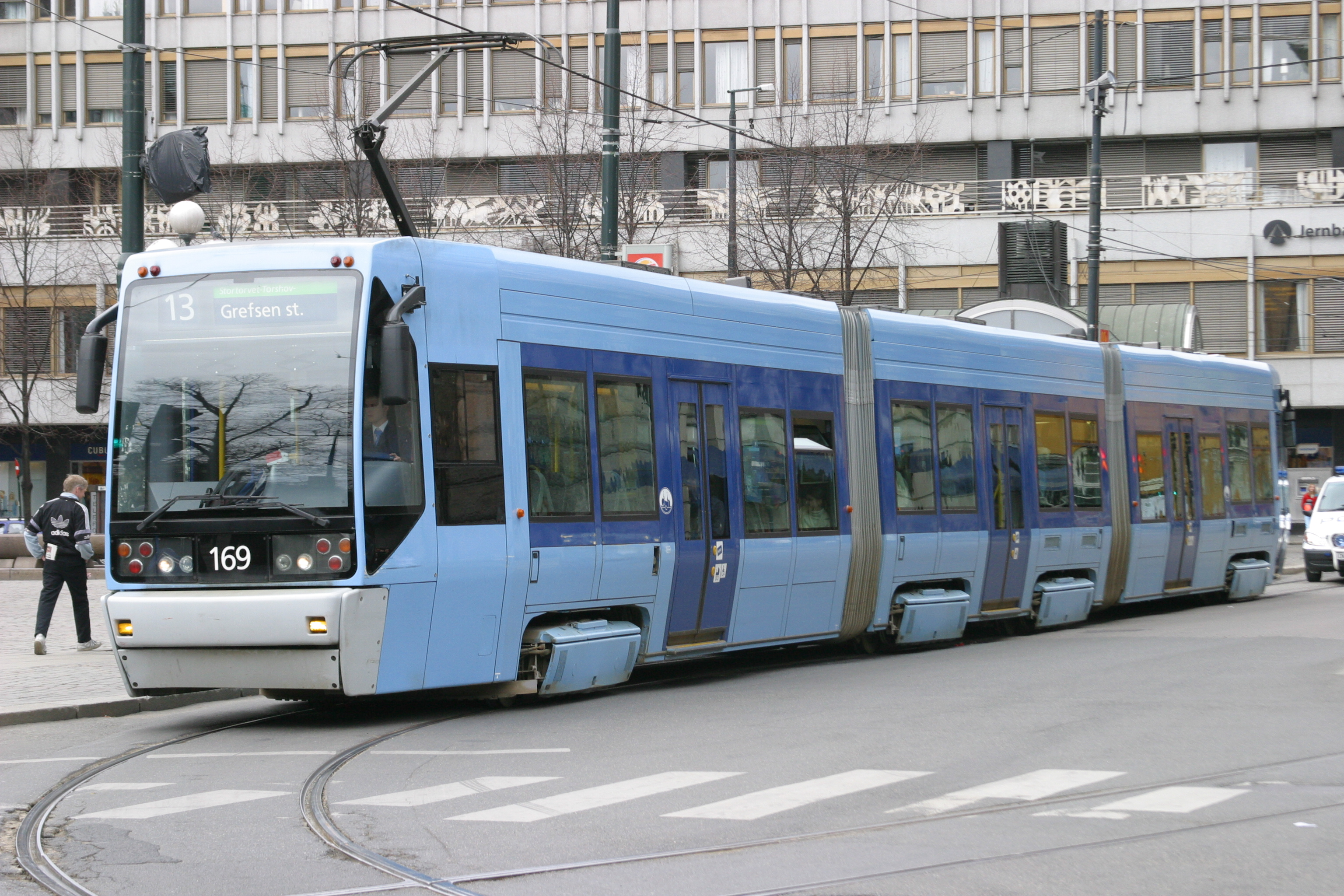
SL-95

Vom Typ SL-95 wurden 32 Einheiten von Ansaldo zwischen 1999 und 2004 geliefert. Die SL-95 sind Zweirichtungsfahrzeuge, die teilweise niederflurig angelegt sind. Wegen anfänglicher technischer Probleme zog sich die Auslieferung über mehrere Jahre hin. Die SL-95 dürfen die Briskeby-Strecke wegen der engen Bogenradien nicht befahren. Um Majorstuen bestehen an einigen Stellen Begegnungsverbote wegen des engen Gleisabstandes. Die Fahrzeuge werden vom Personal Italieneren („die Italiener“) genannt. Die SL-95 verkehren werktags auf wenigen Kursen der Linien 12 und 19, auf den Linien 17, 18 sowie bei jedem zweiten Kurs der Linie 13.

#### SL-18

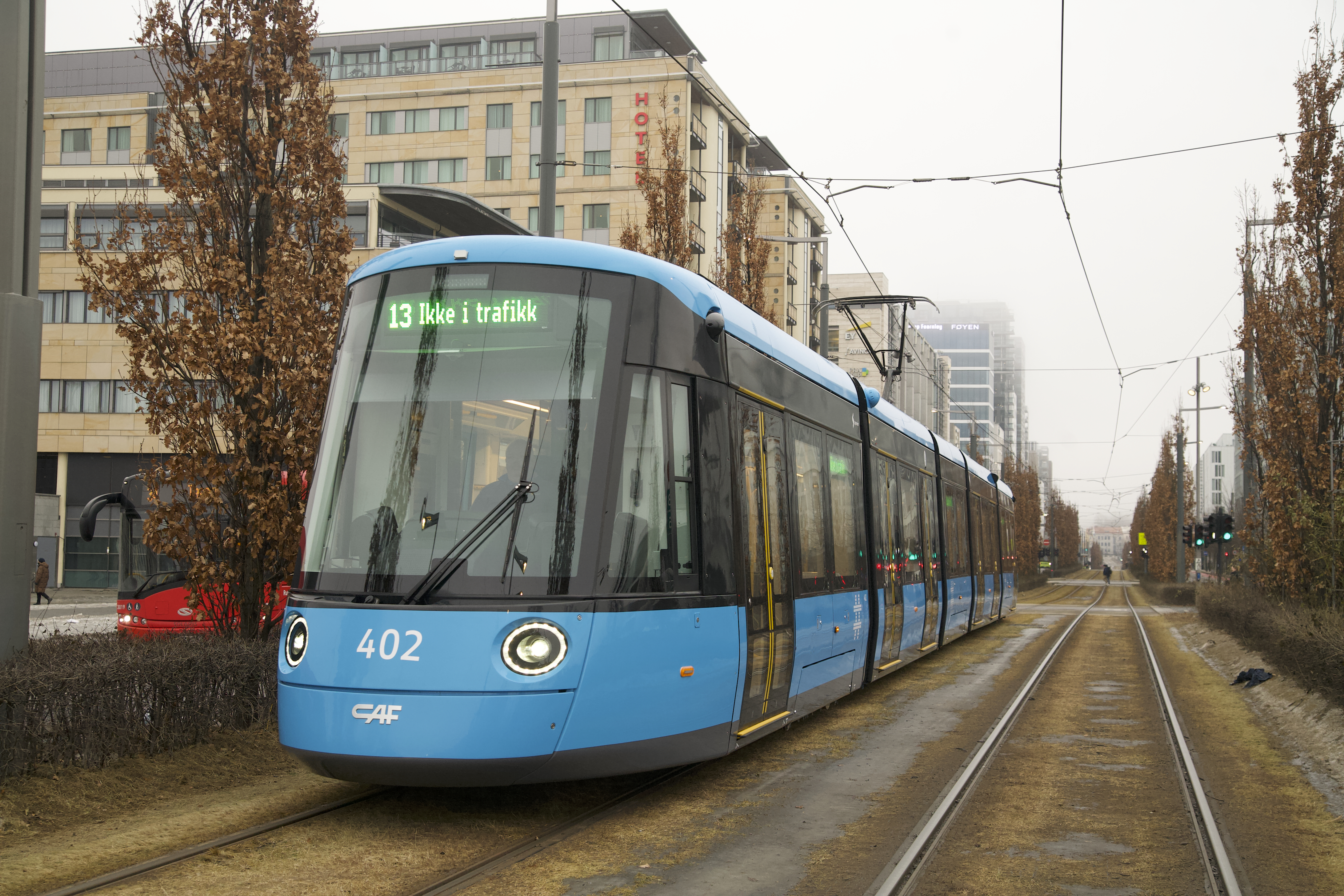
SL-18

Im Herbst 2020 kamen die ersten beiden neuen fünfteiligen Straßenbahnwagen in Oslo an und wurden ausgiebig, vor allem nachts, getestet. Die offizielle Vorstellung fand am 12. Oktober 2020 in der Wagenhalle Grefsen statt. Sie sind mit W-LAN, USB-Ladeanschlüssen, Klimaanlage im Fahrgastraum und im Führerstand sowie einem akustischen und optischen Fahrgastinformation ausgerüstet. Sie werden mit Motoren der Traktionssysteme Austria GmbH ausgestattet. Die Wagen sind niederflurige Multigelenkwagen, Typ Urbos 100 von CAF.
Ein Einspruch von Siemens gegen die Vergabe war abgewiesen worden. Siemens hatte Fahrzeuge des Typs Avenio angeboten.
Die Erprobung dauerte länger als vorgesehen, da die Lieferzeiten für Teile stark gestiegen sind, Fabriken der Subunternehmer geschlossen waren und Personal aus dem Ausland für die Erprobung zeitaufwändig herangeholt werden musste.
Sie verkehren mittlerweile auf einigen Kursen der kombinierten Linien 17 und 18.
| SL 18 – CAF Urbos 100 |           |
| Wagenlänge            | 34 166 mm |
| Wagenbreite           | 2,65 m    |
| Sitz- und Stehplätze  | 220       |

### Ehemalige Fahrzeuge

#### SM-91 (Göteborger)

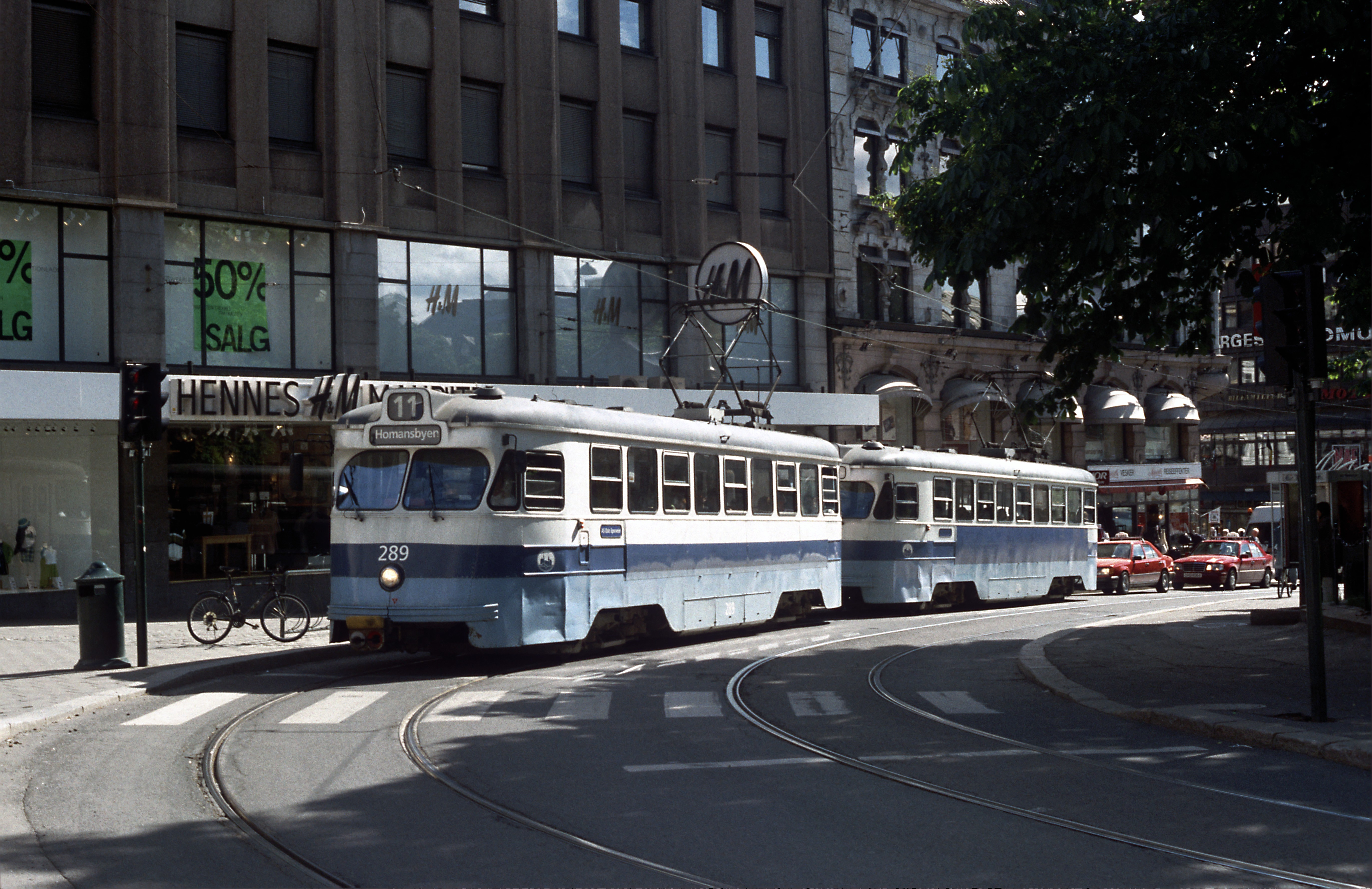
SM-91 (in Göteborg Typ M25); Kirkeristen, Juni 1998

Als die Strecke nach Kjelsås in den 1990er Jahren wegen des Baus der Ringautobahn bei Storo unterbrochen war, wäre die Strecke Grünerløkka–Torshov für mehrere Jahre nicht befahrbar gewesen, da keine Wendemöglichkeit bestand. Aus diesem Grund wurden alte Wagen aus Göteborg für den symbolischen Preis von einer Krone beschafft. Sie waren mit Vielfachsteuerung versehen und konnten im Verband fahren. Jeweils zwei Wagen wurden Heck an Heck gekuppelt und konnten so als Zweirichtungszüge benutzt werden. Der Nachteil war, dass es auf der linken Seite nur eine kleine Tür gab, was viele Probleme bereitete und letztlich auch in einem tödlichen Unfall endete. Die letzten Wagen wurden im November 2002 ausgemustert, nachdem genügend Wagen des Typ SL-95 vorhanden waren.

#### SM-53 (Høka)
Die Wagen des Typs SM-53 204–253 wurden zwischen 1952 und 1958 von Hønefoss Karosserifabrikk (HøKa) beschafft. Zur Erhöhung der Kapazität wurden passende Beiwagen mitbeschafft, sie erhielten die Bezeichnung ST-55 551–562. Anfang der 1980er Jahre wurden einige der Wagen modernisiert und an das Aussehen der Gelenktriebwagen angepasst, sie erhielten daraufhin die Bezeichnung SM-83. Alle Wagen wurden im Jahr 2000 ausgemustert, als die Fahrleitungsspannung von 600 auf 750 Volt erhöht wurde und sich ein Umbau nicht mehr lohnte.

## Unfälle
Drei Fahrzeuge des Typs SL-18 wurden Ende März 2024 in Unfälle verwickelt. Zwei Fahrzeuge kollidierten mit Lastwagen, wobei Rahmenschäden auftraten. Der dritte Schaden entstand im Depot Holtet beim Rangieren zweier Triebwagen. Die drei Straßenbahnen werden vom Depot Grefsen zu CAF in Spanien, rund 2800 Kilometern je Strecke, zur Reparatur gebracht. Die Schäden erreichen Millionenhöhen.
Am 29. Oktober 2024 gegen 11 Uhr entgleiste ein Fahrzeug des Typs SL-18 in einer Linkskurve in der zentralen Einkaufsstraße Storgata und verunfallte im Schaufenster eines Elektronikgeschäfts. Ursächlich war höchstwahrscheinlich überhöhte Geschwindigkeit, der Fahrer wurde von der Polizei als Verdächtiger genannt. Die Straßenbahn war mit 20 Fahrgästen auf der Linie 19 nach Majorstuen unterwegs. Beim Unfall wurden der Fahrer und drei weitere Personen verletzt, am Elektronikgeschäft entstand größerer Sachschaden, das Gebäude wurde geräumt.

## Zukünftige Ausbauten und Änderungen

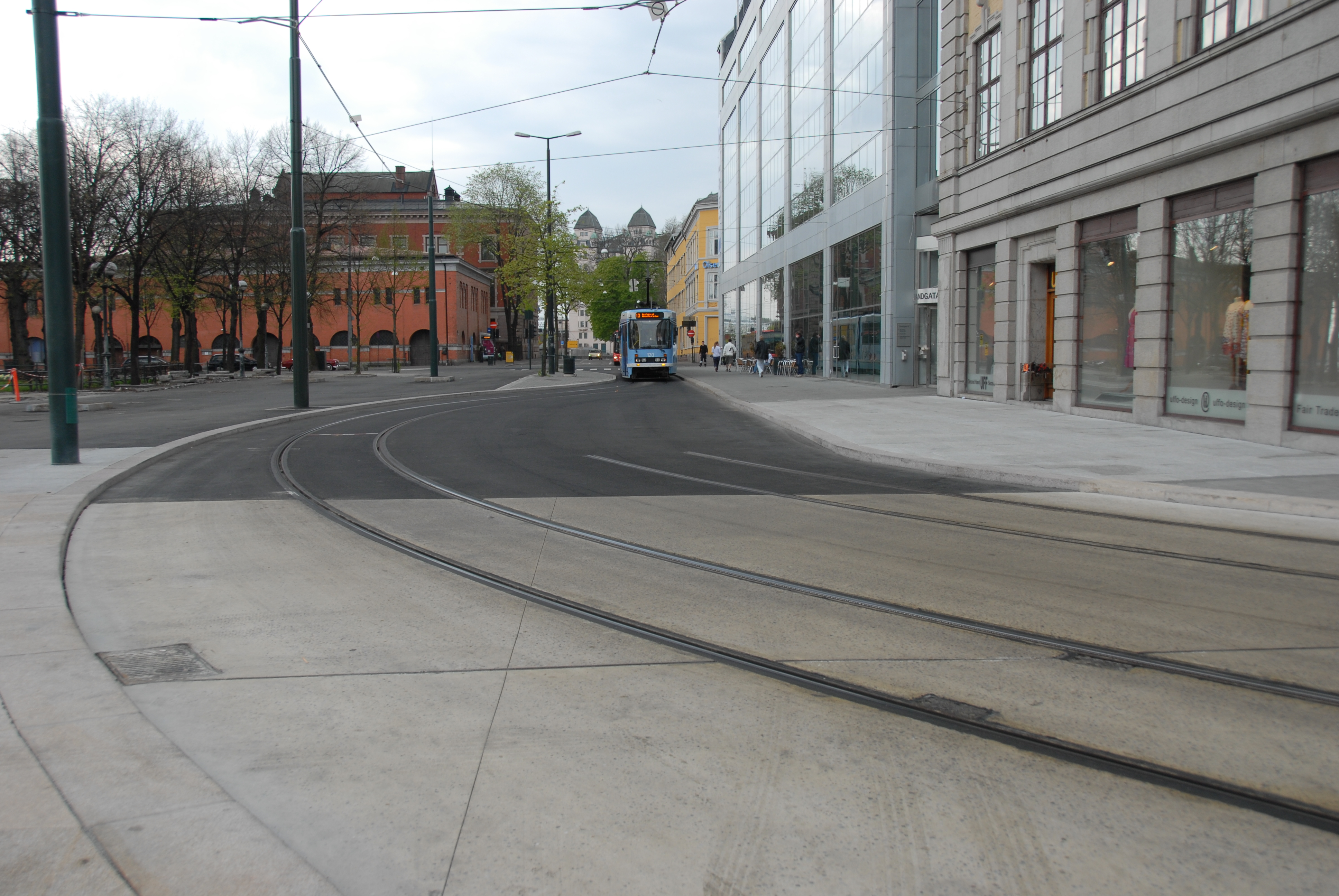
Vorbereitung für Strecke bei Bjørvika und Fjordbane

- Um den Knotenpunkt Nationaltheatret besser auszunutzen, soll eine Strecke zwischen Nationaltheatret und Homansbyenplass in der Frederiksgate gebaut werden.
- Tramlinie nach Kværnerbyen
- bei Sinsen eine Strecke nach Tonsenhagen
- Verlängerung der Ekeberg-Bahn von Ljabru nach Hauketo – die 2010 gefassten Ausbaupläne wurden im November 2021 gestrichen[15][16]
- direkte Linie zwischen Skøyen und Majorstuen
- Linie nach Helsfyr
- „Ring 2“-Tram: Strecke von Majorstuen entlang des Ringes 2 nach Helsfyr